# Igreja de Santiago (Almada)
A Igreja de Santiago, também referida como Igreja Paroquial de Santiago ou Igreja de São Tiago, é uma igreja localizada no largo 1º de Maio em Almada, junto ao Castelo de Almada e ao Jardim do Castelo. A sua edificação data do século XII, tendo sido "reedificada" em 1724 segundo as indicações do padre e arquiteto régio Francisco Tinoco da Silva.

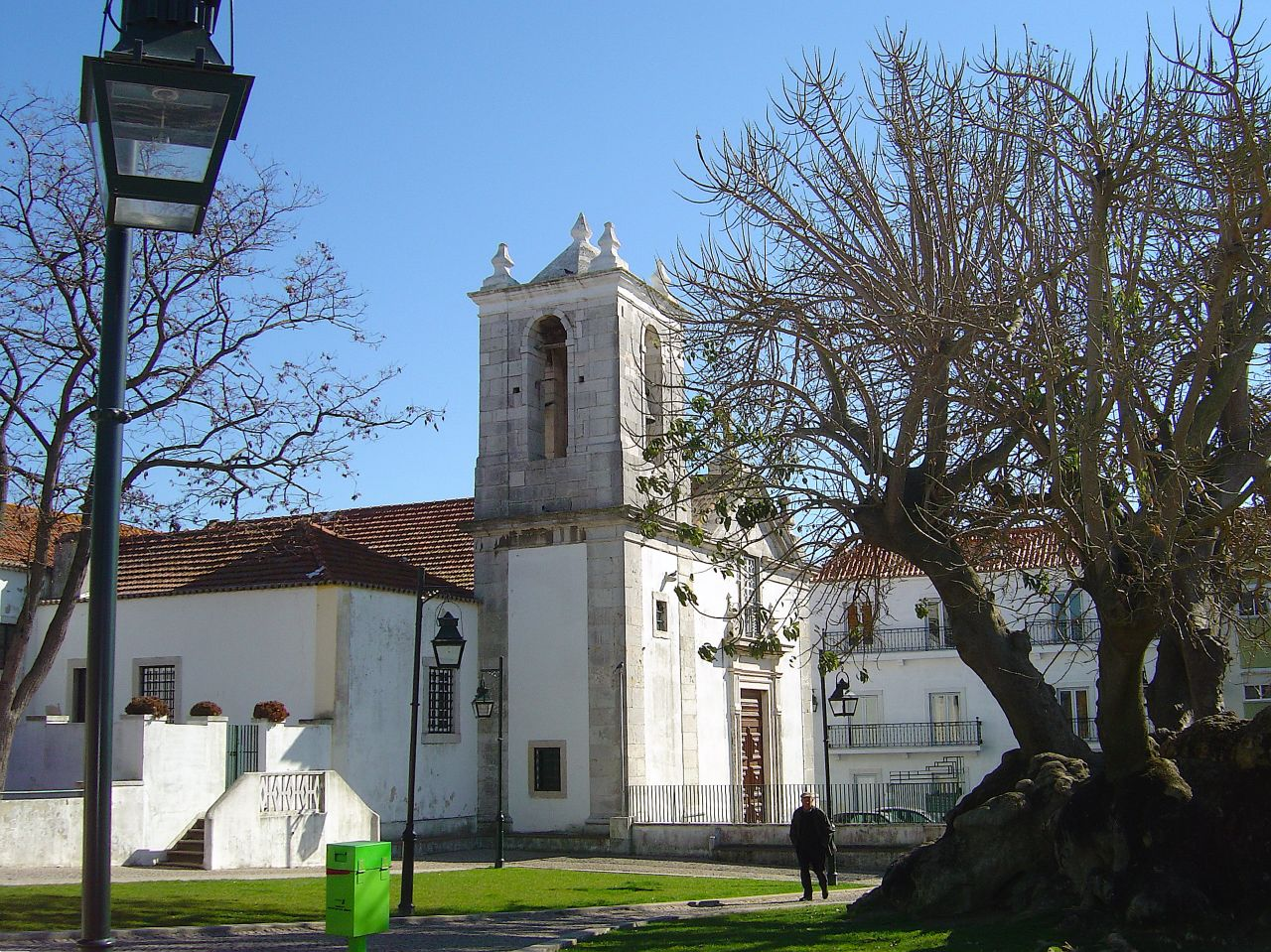
Igreja Matriz de São Tiago em Almada

A igreja sofreu danos extensos aquando do sismo de Lisboa de 1755. Posteriormente foi reedificada por António Francisco de Bragança, irmão do rei D. João V.